# Menesteu (filho de Ifícrates)
Menesteu foi um general ateniense que viveu no período de ascensão de Filipe II da Macedônia.
Menesteu era filho de Ifícrates, e sua mãe era filha de Cotis I, rei da Trácia. Quando perguntado se ele tinha mais respeito por sua mãe ou por seu pai, respondeu que era pela mãe; como a resposta pareceu estranha, ele respondeu que, por seu pai, ele foi feito um trácio, mas por sua mãe, ele foi feito um ateniense.
Ele se casou com uma filha de Timóteo, filho de Conon, e foi nomeado comandante dos atenienses quando Atenas estava sendo pressionada com guerra por todos os lados: Samos havia se rebelado, o Helesponto havia abandonado a aliança e Filipe II da Macedônia estava se tornando muito poderoso.
Menesteu foi enviado a Samos, com seu pai Ifícrates e seu sogro Timóteo como conselheiros, porém Carés, que já estava lá, não seguiu o conselho dos mais velhos, e fracassou no ataque; em seguida, enviou cartas a Atenas, dizendo que teria conseguido tomar Samos se Timóteo e Ifícrates o tivessem ajudado. Com isto, Timóteo e Ifícrates sofreram o impeachment, e Timóteo foi multado em cem talentos, se exilando em Cálcis.